# Словообразование
Словообразова́ние — образование на основе однокоренных слов или на основе словосочетаний новых слов, производных и сложных, осуществляемое по имеющимся в языке словообразовательным моделям и схемам с помощью тех или иных формальных средств способами аффиксации, словосложения, конверсии, аббревиации и другими. Например, образование при помощи аффиксации слов ехать → переехать (с использованием префикса пере-), работа → работник (с использованием суффикса -ник). Наряду с заимствованием является важнейшим источником пополнения словарного состава языка. Также словообразованием называют раздел лингвистики, в рамках которого исследуются вопросы образования, внутреннего состава, функционирования и классификации производных и сложных слов.
Часто процесс создания новых слов при помощи формальных средств называют деривацией (производные и сложные слова при этом принято именовать дериватами). В ряде лингвистических школ отмечается тенденция приравнивать словообразование к деривационной морфологии. Иногда деривация отождествляется только со словопроизводством — образованием новых слов при помощи средств аффиксации. Поскольку словообразование является «учением о создании новых названий как мотивированных однословных знаков языка», его могут рассматривать как часть ономасиологии.

## В синхронном и диахронном плане
Изучение словообразования проводится как в синхронном, так и в диахронном отношениях. Синхронное словообразование изучает словообразовательную систему или её части и элементы в определённый период времени развития языка. Диахронное словообразование изучает изменения словообразовательной системы в исторический период — определяет первоначальную структуру производных и сложных слов, пути возникновения этих слов и исторические изменения их структуры. К диахроническим процессам в словообразовании относят, в частности, такие, как опрощение и переразложение. При синхронном подходе, по утверждению Е. А. Земской, выявляют основу производного слова формально и семантически как более простую, поэтому в паре дояр → доярка производным словом следует считать слово доярка. Но при диахронном подходе выявляется, что первоначальным словом является доярка, от которого при помощи нулевого суффикса возникло слово дояр: доярка → дояр.

## Словообразовательная мотивация
Одним из важнейших понятий словообразования является словообразовательная мотивация, которая определяет семантическую обусловленность мотивированного слова (производного или сложного) значением мотивирующего слова (или слов).
Мотивированное слово состоит из мотивирующей (производящей, базовой, деривационной) основы, общей с мотивирующим словом, и словообразовательного форманта. Например, в парах думать → выдумать или манго → манговый мотивирующими основами являются думать- и манго-, а формантами — приставка вы- и суффикс -ов. при этом основ может быть несколько, например, в таких словоформах, как диван-кровать, газонефтепровод.

## Единицы системы словообразования

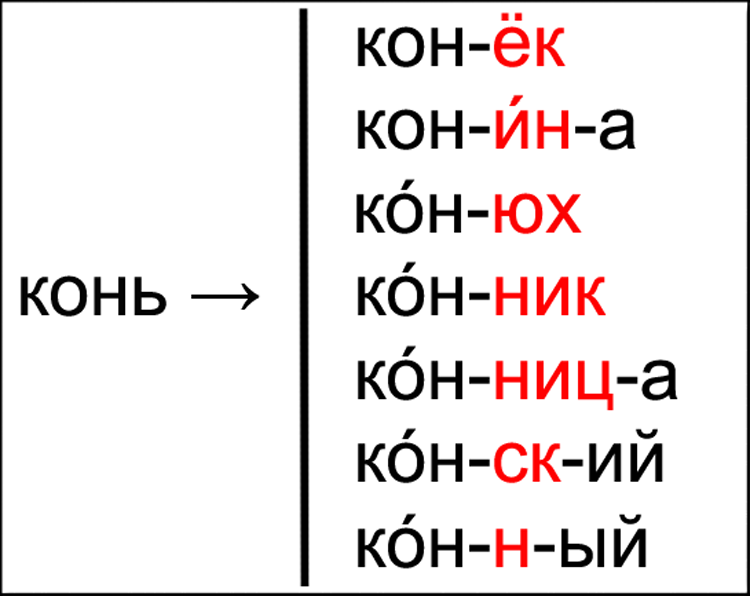
Словообразовательная парадигма, образованная от производящего (мотивирующего) слова конь

Элементарной комплексной единицей системы словообразования является словообразовательная пара. Последовательный ряд пар составляет словообразовательную цепочку. Наряду с парой и цепочкой особую единицу, включающую совокупность всех мотивированных слов одного мотивирующего, представляет словообразовательная парадигма. Наибольшей по величине единицей, включающей слова, упорядоченные отношениями словообразовательной мотивации, является словообразовательное гнездо, которое в синтагматическом плане состоит из цепочек, а в парадигматическом — из парадигм. Как обособленная от всех прочих единиц системы словообразования выступает словообразовательный ряд. В отличие от рассмотренных выше единиц, общностью мотивированных слов которых является основа, а различием — cловообразовательный формант, в словобразовательном ряде основа является дифференцирующим элементом, а формант — объединяющим. В качестве основной (простой) единицы словообразования чаще всего отмечают производное слово. К элементарным относят производящую основу и словообразовательный формант.

## Способ словообразования
В зависимости от использования в процессе словообразования тех или иных формальных средств выделяются такие способы словообразования, как:
- аффиксация (словопроизводство):
  - префиксация (приставочный способ): переписать — приставка пере-; словац. vybrať «выбрать» — приставка vy-;
  - суффиксация (суффиксальный способ): нидерл. leraar «учитель» — суффикс -aar; толкнуть — суффикс -ну-;
  - префиксально-суффиксальный способ: застольный — приставка за- и суффикс -н-; укр. безмежжя «бескрайность» — приставка без- и суффикс -я;
  - префиксально-постфиксальный способ: разбежаться — приставка раз- и постфикс -ся;
  - суффиксально-постфиксальный способ: нуждаться — суффикс -ать- и постфикс -ся;
  - префиксально-суффиксально-постфиксальный способ: перешучиваться, — приставка пере-, суффикс -ива- и постфикс -ся;
  - постфиксация: мыться — постфикс -ся;
- транспозиция:
  - субстантивация: укр. черговий «дежурный» (переход из прилагательного в существительное); заведующий (переход из причастия в существительное); нидерл. het zwemmen «плавание» (переход из глагола в существительное);
  - адвербиализация;
- словосложение: лесостепь (основа лес связана с опорным компонентом степь интерфиксом -о-); словацк. samoobsluha «самообслуживание»;
  - суффиксально-сложный способ: словацк. jedenásťmiestny «одиннадцатиместный»;
  - префиксально-сложный способ;
  - префиксально-суффиксально-сложный способ;
- сращение;
  - сращение в сочетании с суффиксацией;
- конверсия;
- аббревиация: англ. CPGB — от Communist Party of Great Britain Коммунистическая партия Великобритании;
  - усечение: спец (от специалист), зам (от заместитель).
- контаминация (междусловное совмещение, междусловное наложение) — способ окказионального словообразования: хрущоба, прихватизация.

## История
Словообразование как раздел морфологии начал зарождаться ещё в 1940—1950-е годы, большой вклад в её создание внесли такие учёные, как: В. В. Виноградов, Г. О. Винокур и А. И. Смирницкий.
Традиционно словообразование изучают в составе морфологии. Уже тогда начали решаться важные проблемы, такие как: проблема разделения слова на морфемы, принципы создания новых слов, строение производных слов разных частей речи.
Словообразование тесно связано с морфологией. В. В. Виноградов определил различие между ними. Морфология изучает формообразование, а словообразование — образование слов.
А. А. Шахматов предложил выделить словообразование в отдельный раздел языкознания, что повлекло за собой вопрос: Куда определить словообразование — в грамматику или лексикологию?
В 1960—1980-е годы было решено, что словообразование станет отдельной лингвистической дисциплиной, со своим методом анализа и системой понятий.